# Diocesi di Tituli di Numidia
La diocesi di Tituli di Numidia (in latino: Dioecesis Titulana in Numidia) è una sede soppressa e sede titolare della Chiesa cattolica.

## Storia
Tituli di Numidia, identificabile con le rovine di Aïn-Nemeur o di Aïn-Merdja nell'odierna Algeria, è un'antica sede episcopale della provincia romana di Numidia.
Per Mesnage, questa sede corrisponde a quella di Castello di Tituliano.
Dal 1933 Tituli di Numidia è annoverata tra le sedi vescovili titolari della Chiesa cattolica; dal 22 dicembre 2021 il vescovo titolare è Andherson Franklin Lustoza de Souza, vescovo ausiliare di Vitória.

## Cronotassi dei vescovi titolari
- Eliseu Maria Gomes de Oliveira, O.Carm. † (3 febbraio 1968 - 5 febbraio 1974 nominato vescovo di Caetité)
- Robert-Joseph Mathen † (15 marzo 1974 - 24 giugno 1974 succeduto vescovo di Namur)
- Peter Paul Prabhu † (13 novembre 1993 - 10 settembre 2013 deceduto)
- Moacir Silva Arantes (11 maggio 2016 - 21 ottobre 2020 nominato vescovo di Barreiras)
- Andherson Franklin Lustoza de Souza, dal 22 dicembre 2021